# Framasoft
Framasoft es una red popular y educativa que utiliza software libre creada en 2001 por Alexis Kauffmann. Desde diciembre de 2003, cuenta con el apoyo de una asociación con el mismo nombre con sede en Lyon, Francia. Se divide en tres grandes ramas de actividades basadas en un modelo colaborativo: promoción, difusión y desarrollo de software libre, y enriquecimiento de la cultura del software libre y de los servicios en línea.
Framasoft es uno de los principales portales francófonos de la cultura del software libre, tanto en términos de servicios como de usuarios. Su comunidad aporta regularmente recursos y asistencia a las personas que se inician en el entorno del software libre, y contribuye a su difusión en las escuelas, así como en línea y en entornos profesionales. También acompañan a las personas que desean sustituir su software propietario por soluciones de código abierto en cualquier momento de la migración, especialmente de Microsoft Windows a Linux.
La totalidad de la producción de Framasoft se crea bajo licencias libres para garantizar que todo el mundo pueda beneficiarse de ella, sin privatizaciones. Entre otros, son los autores de peertube, una plataforma de videos federada que hace uso de webtorrent; y degooglisons internet,  una campaña para crear alternativas libres a los servicios de las grandes plataformas de internet.